# Blue Angels
Blue Angels (česky Modří andělé) je označení letecké akrobatické skupiny Námořnictva Spojených států amerických, založené v roce 1946. Letectvo Spojených států amerických má svůj vlastní akrobatický tým, založený v roce 1953, známý jako Thunderbirds.
Blue Angels zpočátku létali na třech letadlech, poté skupina užívala čtyři a nyní šest. Pro případ mechanické závady má skupina dispozici i sedmý stroj jako náhradní. Ten se používá také pro lety s civilisty, obvykle vybrané z řad reportérů.
Skupina je rozdělena na „diamant“ (Blue Angels 1–4) a dva sólisty (5 a 6).

## Užívaná letadla

### Akrobatická skupina
- Grumman F6F-5 Hellcat: 1946
- Grumman F8F-1 Bearcat: 1946–1949

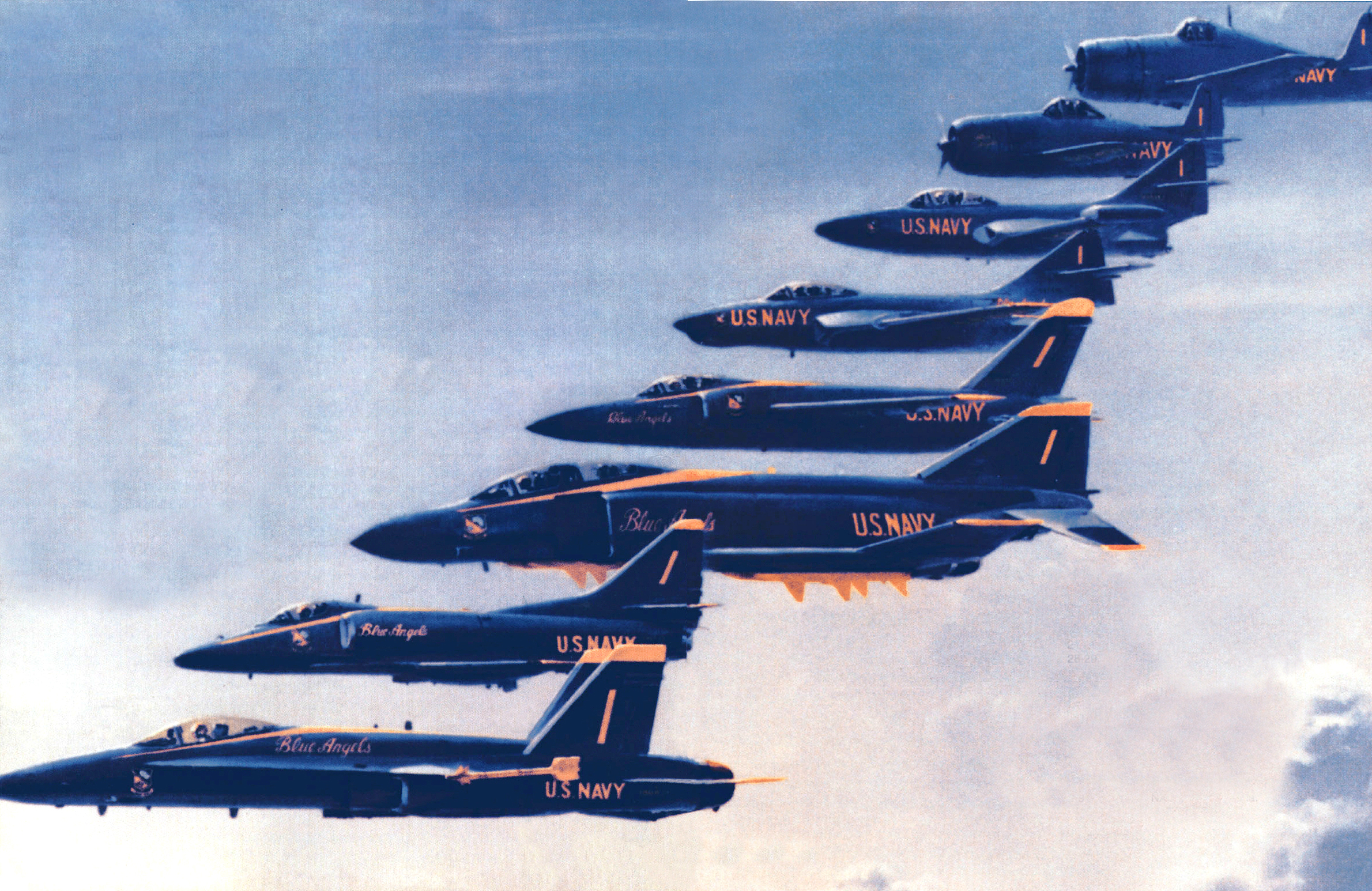
Ilustrace zachycující letouny skupiny od jejího vzniku do roku 1996

- Grumman F9F-2 Panther: 1949–1950 (první proudový letoun týmu)
- Grumman F9F-5 Panther: 1951–1955
- Chance Vought F7U Cutlass: 1953 (jako stroj pro sólová vystoupení - po několika přehlídkách vyřazen)
- Grumman F9F-8 Cougar: 1955–1957
- Grumman F11F-1 Tiger: 1957–1969 (první nadzvukový letoun)
- McDonnell Douglas F-4J Phantom II: 1969–1974
- Douglas A-4F Skyhawk II: prosinec 1974–1986
- McDonnell Douglas F/A-18 Hornet: 1986–2020
- Boeing F/A-18E/F Super Hornet: od 2020[2]

### Doprovodný stroj
- Beechcraft JRB Expeditor: 1949
- Douglas R4D-6 Skytrain: 1949–1955
- Curtiss R5C Commando: 1953
- Douglas R5D Skymaster: 1956–1968
- Lockheed C-121 Super Constellation: 1969–1973
- Lockheed C-130 Hercules: 1970–2019
- Lockheed Martin C-130J Super Hercules: od 2020[3]